# Chirp

Chirp-Impuls mit linearem Frequenzanstieg

Als ein Chirp (englisch (to) chirp  „tschilpen, zirpen, Zwitschern“) oder eine Zirpe wird in der Signalverarbeitung ein Signal bezeichnet, dessen Frequenz sich zeitlich ändert. Dabei wird zwischen positiven Chirps – bei denen die Frequenz zeitlich zunimmt – und negativen Chirps – die eine Frequenzabnahme aufweisen – unterschieden.
Gesendete Chirp Signale können mithilfe von Optimalfiltern in einem stark verrauschten Empfangssignal erkannt werden, siehe Pulskompressionsverfahren (Ortung).

## Chirp-Beschreibung
Ein Chirp besitzt eine Zeitableitung der Frequenz ungleich Null, ähnlich der Winkelbeschleunigung α.
{\displaystyle {\alpha (t)}={\frac {\mathrm {d} \omega }{\mathrm {d} t}}={\frac {\mathrm {d^{2}} \varphi }{\mathrm {d} t^{2}}}}
{\displaystyle {\chi (t)}={\frac {\mathrm {d} f}{\mathrm {d} t}}={\frac {\mathrm {d} {\tfrac {1}{T}}}{\mathrm {d} t}}}
Die zeitliche Entwicklung dieses Wertes kann eine regelmäßige Form annehmen.

## Beispiele

### Linearer Chirp
Für den Spezialfall eines linearen Chirp steigt die Frequenz linear mit der Konstanten {\displaystyle k} an:
{\displaystyle f(t)=f_{0}+kt\,}
{\displaystyle k={\frac {\Delta f}{\Delta t}}}
und es gilt für den Zeitverlauf {\displaystyle x(t)}:
{\displaystyle x(t)=\sin \left(2\pi \int _{0}^{t}f(\tau )\,\mathrm {d} \tau \right)=\sin \left(2\pi \int _{0}^{t}(f_{0}+k\tau )\,\mathrm {d} \tau \right)=\sin \left(2\pi \left(f_{0}+{\frac {k}{2}}t\right)t\right)\,.}
Akustisches Beispiel: Linearer Chirp (5 Wiederholungen)ⓘ

### Exponentieller Chirp

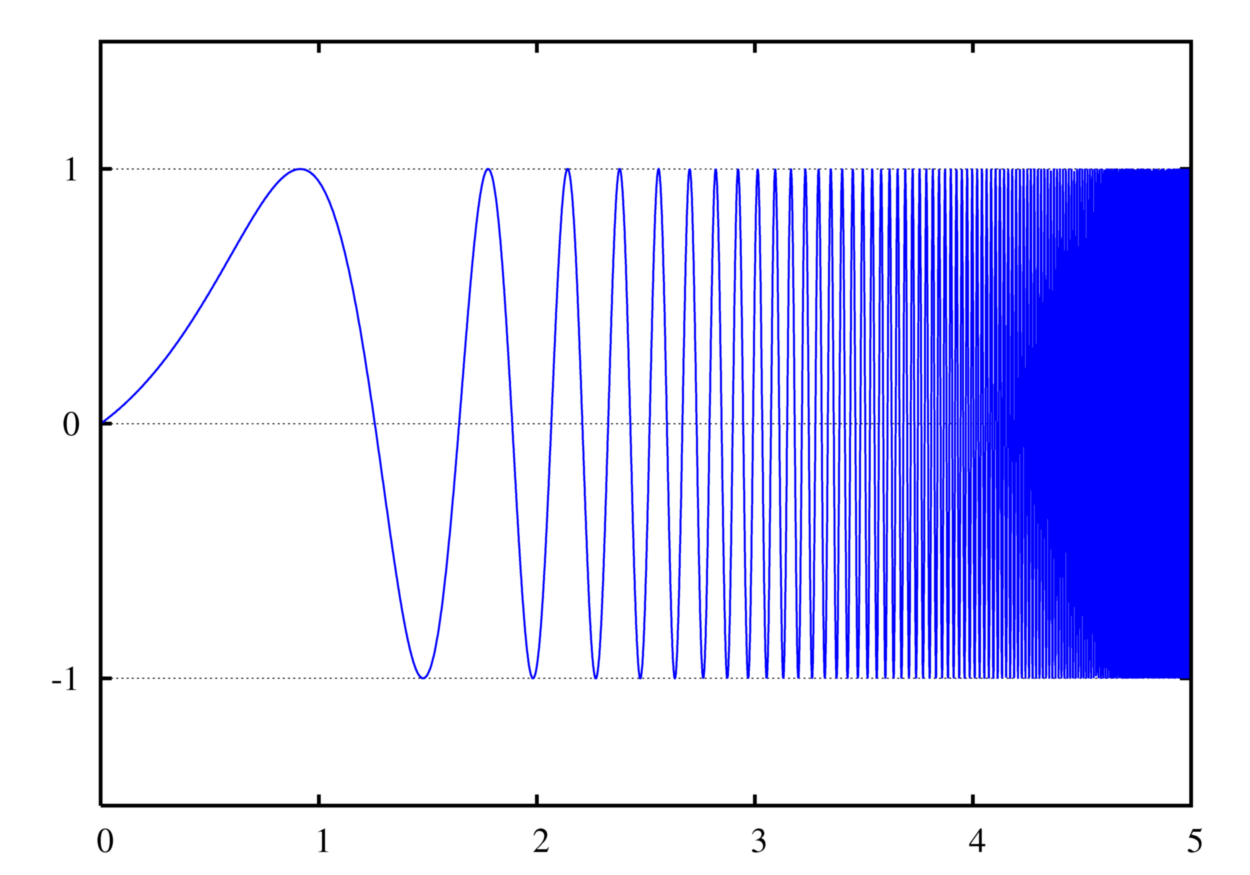
Chirp-Impuls mit exponentiellem Frequenzanstieg

Für Radar oder Sonar werden oft exponentielle Chirps eingesetzt. Hier lautet die Frequenzabhängigkeit von der Zeit, wenn {\displaystyle f_{0}} die feste Grundfrequenz ist und {\displaystyle k} eine Konstante, die den Faktor der Frequenzänderung pro festem Zeitintervall {\displaystyle T=\Delta t=t_{2}-t_{1}} beschreibt, mit dem Zeitfaktor {\displaystyle \tau ={\frac {t}{T}}} :
{\displaystyle k={\frac {f_{1}}{f_{0}}}}
{\displaystyle f(t)=f_{0}k^{\tau }=f_{0}e^{\tau \ln(k)}}
und damit der Zeitverlauf der Auslenkung:
{\displaystyle x(t)=\sin \left(2\pi \int _{0}^{\tau }f({\hat {t}})\,\mathrm {d} {\hat {t}}\right)=\sin \left(2\pi f_{0}\int _{0}^{\tau }e^{{\hat {t}}\ln(k)}\mathrm {d} {\hat {t}}\right)=\sin \left({\frac {2\pi f_{0}}{\ln(k)}}\left(k^{\tau }-1\right)\right)=\sin \left({\frac {2\pi f_{0}}{\ln(k)}}\left(k^{\frac {t}{T}}-1\right)\right)\,.}
Akustisches Beispiel: Exponentieller chirp (5 Wiederholungen)ⓘ

### Potenzfunktionen
In einer weiteren Definition hat ein Chirp in Amplitude und Frequenzverlauf die Form von Potenzfunktionen
{\displaystyle x(t)=|\tau |^{a}\sin \left(2\pi \tau ^{-b}\right)\,,}
mit den Parametern {\displaystyle a} und {\displaystyle b}. Diese Signalform kommt in der Praxis bei der Detektion von Gravitationswellen vor. 

## Anwendungen
Technische Anwendungen liegen bei der Aussendung von Mikrowellen bei dem Synthetic Aperture Radar und bei bandspreizenden Modulationsverfahren wie Chirp Spread Spectrum (CSS). In der Natur setzen zahlreiche Fledermausarten Chirp-Impulse zur Ortung ein.
Starke, kurze Laserpulse werden „gechirpt“, um sie – mit dadurch vergrößerter Pulsdauer – verstärken zu können (Chirped Pulse Amplification).

### Verringerung der Impulsleistung bei Radar

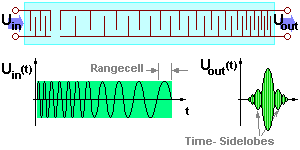
Pulskompression mit einem SAW-Filter

Um Echosignale weit entfernter reflektierender Objekte aus dem Rauschen herauszufiltern, muss eine gewisse Mindestenergie empfangen werden. Für genaue Entfernungsmessungen benötigt man aber möglichst kurze Sendeimpulse, denn bei einem 0,1 µs kurzen Sendeimpuls ist das Wellenpaket bereits 30 m lang. Die Kombination beider Anforderungen führt zu immensen Sendeleistungen von 10 MW, deren Erzeugung in Flugzeugen oder Satelliten Probleme bereitet. Als Ausweg wird beim Pulskompressionsverfahren ein leistungsschwacher Chirp-Impuls längerer Gesamtdauer gesendet, der beim Empfang durch spezielle Filter oder mathematische Verfahren zu einem erheblich kürzeren Impuls komprimiert wird. Dieser kann dann mit Hilfe eines Korrelationsverfahrens im Rauschen gut entdeckt werden.

### Dispersion bei Licht
In der Optik werden Lichtpulse durch einen wellenlängenabhängigen Brechungsindex, der sog. Dispersion, verzerrt:
{\displaystyle n(\lambda )=n_{0}+n_{1}\lambda +n_{2}\lambda ^{2}+\dots \quad } mit {\displaystyle \quad n_{i}={\partial ^{(i)}n(\lambda ) \over \partial \lambda ^{i}}\,.}
Bei der Erzeugung und Übertragung ultrakurzer Lichtpulse ist es notwendig, diese Phasenverschiebung zu kompensieren. Dazu werden neben Prismen auch sogenannte Chirpspiegel (engl.: chirped mirrors) eingesetzt, die aufgrund einer frequenzabhängigen Reflexion ausgedehnte und verzerrte Pulse wieder komprimieren können.
Bei der direkten Modulation von Halbleiterlasern entsteht der meist unerwünschte Laser-Chirp, siehe Distributed Feedback Laser.

### Anwendung Sonar
Um die Gewässertiefe und Fische mittels Sonar zu detektieren, werden zumindest seit 2015 Geräte angeboten, deren Schallimpulse (Pings) nicht nur mehrere diskrete feste Frequenzen im nutzbaren Ultraschallspektrum von 28 bis 235 kHz verwenden, sondern typisch 3 Bereiche dieses Spektrums durchwischen. Der niedrige von drei Frequenzbereichen reicht dabei von 28 bis 65 oder 70 kHz. Am niedrigen Ende des Bereichs wird die höchste Eindringtiefe in Wasser (jedoch geringe Winkelauflösung) erzielt, mit höherer Frequenz steigt die Detailauflösung (bei geringerer Reichweite).

## Sonstiges
Als Backronym für CHIRP wurde Compressed High Intensity Radiated Pulse erfunden.
Garmin Chirp ist ein kleines Funkmodul, das mit kompatiblen Navigationsgeräten von Garmin kommuniziert, um auf einen nahen Geocache mit Zusatzinformationen hinzuweisen, Besucher zu zählen und diese Zahl dem Besitzer des Chirp bei Annäherung anzuzeigen.
Chirp ist der Name einer freien Software, mit der Amateurfunkgeräte vieler Hersteller mit unterschiedlichsten Datenformaten als Input programmiert werden können.